# Abarema centiflora

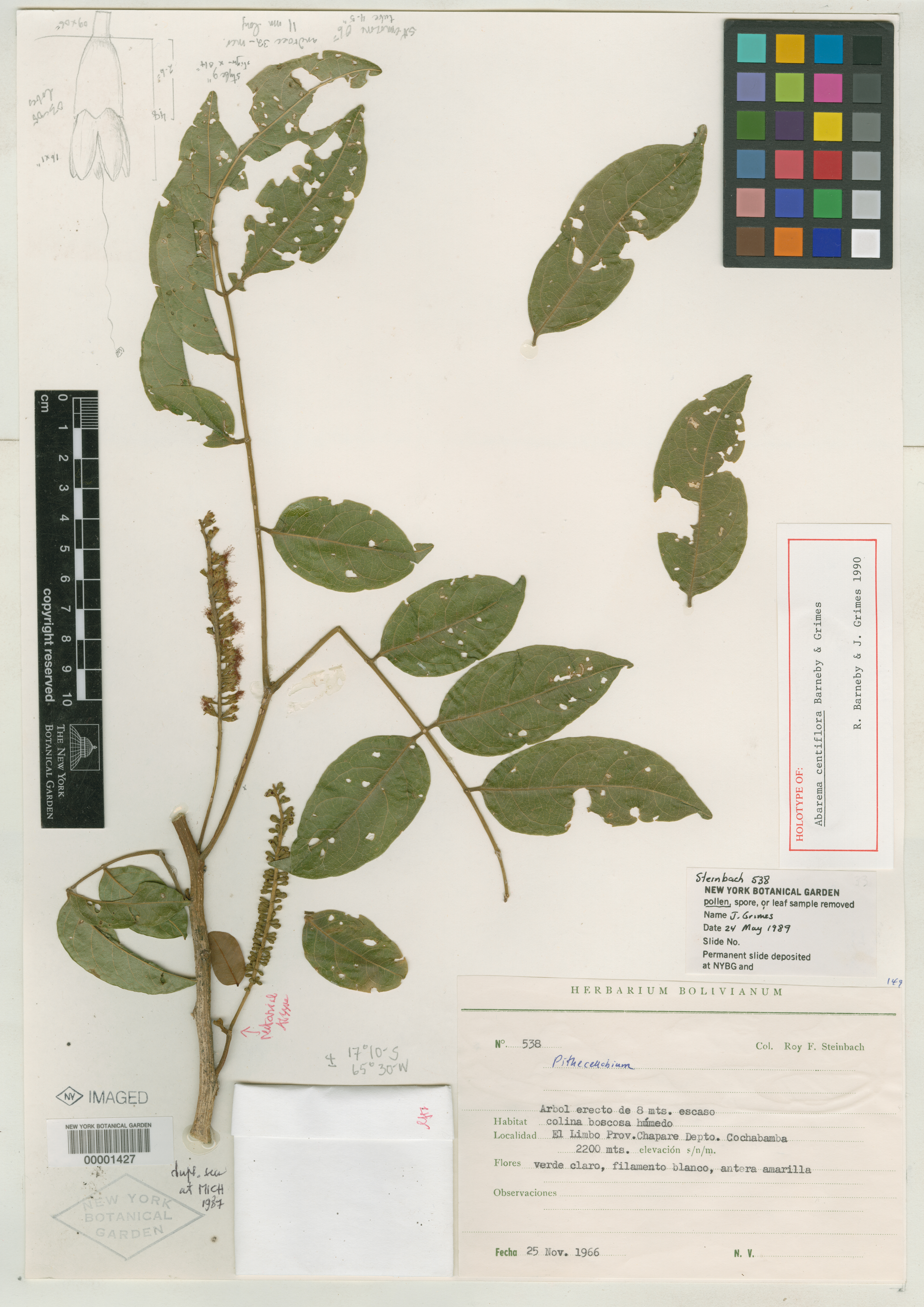
Imatge d'un espècimen dAbarema centiflora.

Abarema centiflora és una espècie de planta perenne de la família Fabaceae. És un arbre perenne endèmic dels vessants dels Andes a Bolívia. Està amenaçat per pèrdua d'hàbitat.

## Taxonomia
Abarema centiflora va ser descrita Barneby i J.W.Grimes i publicat en Memoirs of The New York Botanical Garden 74(1): 105. 1996.